# Legge sulla memoria storica
La legge sulla memoria storica (Ley de Memoria Histórica) è stata una legge dell'ordinamento giuridico spagnolo che prevedeva il riconoscimento di tutte le vittime della guerra civile spagnola e della successiva dittatura del generale Francisco Franco, senza però disporre la ricerca e il disseppellimento delle fosse comuni in cui sono situati i resti delle vittime delle rappresaglie perpetrate dagli insorti del sedicente Bando nacional.

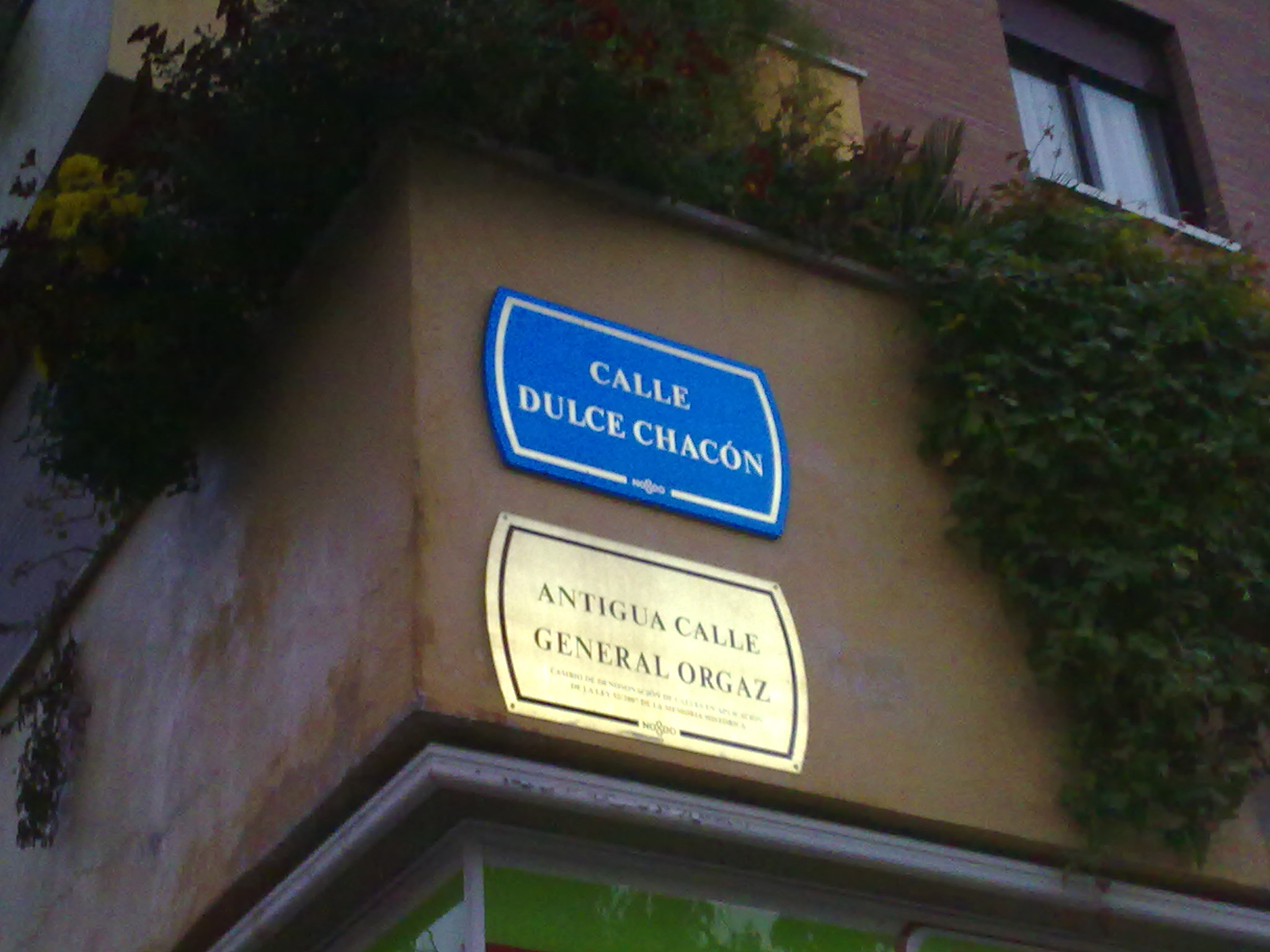
Cartello di Siviglia dove si vede l'avvenuto cambio del nome di una via, che il nome precedente è stato sostituito in forza della legge sulla memoria storica.

La legge, il cui nome ufficiale è "Legge 52/2007, del 26 dicembre, con la quale si riconoscono e ampliano diritti e si stabiliscono misure in favore di coloro che subirono persecuzioni o violenze durante la guerra civile e la dittatura", fu approvata dal Congresso dei deputati il 31 ottobre del 2007 a partire dal disegno di legge già approvato dal consiglio dei ministri il 28 luglio 2006, durante il governo del socialista José Luis Rodríguez Zapatero.
La "Asociación para la Recuperación de la Memoria Histórica" (ARMH), associazione pioniera dell'esumazione scientifica di fosse comuni risalenti alla dittatura, criticò a suo tempo la legge sostenendo che, nel preambolo, il testo affermi che la memoria delle vittime del franchismo sia personale e familiare, negando così che i crimini della dittatura siano da considerarsi delitti contro l'umanità, senza quindi impegnare il governo ad attuare politiche che garantiscano alle vittime il diritto alla verità e alla giustizia.
Oltre all'ARMH, anche altre quattordici associazioni (fra le quali anche il Gruppo di lavoro sulle sparizioni forzate o involontarie dell'ONU), criticarono questa legge.
Durante il governo conservatore di Mariano Rajoy, la legge fu di fatto abrogata, non essendo stati stanziati i fondi per applicarla.
Il 15 settembre 2020 il governo di Pedro Sánchez ha presentato il progetto per una "Legge sulla Memoria Democratica" pensata per sostituire l'attuale legge. Dopo un periodo transitorio di deliberazione politica, questa nuova legge è stata approvata il 14 luglio del 2022 ed è entrata in vigore il 19 ottobre 2022 come "Legge 20/2022", che ha abrogato formalmente e sostituito la previgente legge sulla memoria storica, divergendo da essa su più punti chiave come il diritto a richiedere la cittadinanza e la ricerca dei resti nelle fosse comuni.